# Бажинский сельсовет
Бажинский сельсовет — сельское поселение в Маслянинском районе Новосибирской области Российской Федерации.
Административный центр — село Бажинск.

## История
Статус и границы сельского поселения установлены Законом Новосибирской области от 2 июня 2004 года № 200-ОЗ «О статусе и границах муниципальных образований Новосибирской области»

## Население
| 2002  | 2010  | 2012  | 2013  | 2014  | 2015  | 2016  |
| ----- | ----- | ----- | ----- | ----- | ----- | ----- |
| 1957  | ↘1648 | ↘1612 | ↗1628 | ↗1653 | ↘1612 | ↗1628 |
| 2017  | 2018  | 2019  | 2020  | 2021  |       |       |
| ↗1634 | ↘1610 | ↘1548 | ↘1478 | ↘1431 |       |       |

## Состав сельского поселения
| № | Населённый пункт | Тип населённого пункта       | Население |
| - | ---------------- | ---------------------------- | --------- |
| 1 | Александровка    | деревня                      | ↘381      |
| 2 | Бажинск          | село, административный центр | ↘538      |
| 3 | Серебренниково   | деревня                      | ↘150      |
| 4 | Чупино           | деревня                      | ↘579      |